# ヴォルファーシュタット
ヴォルファーシュタット (ドイツ語: Wolferstadt) はドイツ連邦共和国バイエルン州シュヴァーベン行政管区のドナウ＝リース郡に属す町村（以下、本項では便宜上「町」と記述する）で、ヴェムディング行政共同体を構成する自治体の一つである。

## 地理
ヴォルファーシュタットは、アウクスブルク開発計画地域に位置する。

### 自治体の構成
この町は、公式には10の地区 (Ort) からなる。このうち小集落や孤立農場などを除く集落を以下に列記する。
- ハーガウ
- ヴォルファーシュタット

## 歴史
古くはフランク族のズアラーフェルトガウに属したこの町は、フライスバッハ伯領の一部で、その後バイエルン＝ランツフート公の所領となったが、1505年にプファルツ＝ノイブルク侯領に移され、1808年に最終的にバイエルン王国領となった。かつてはアイヒシュテット聖堂参事会の支配下の荘園が形成されていたが、1803年の世俗化でこれらは廃止された。バイエルンとモントゲラ伯の行政改革の時代、1818年の市町村令により現在の自治体が成立した。

### 人口推移
- 1970年 957人
- 1987年 995人
- 2000年 1,103人

## 経済と社会資本

### 教育
- 国民学校 1校

## 引用
1. ↑  https://www.statistikdaten.bayern.de/genesis/online?operation=result&code=12411-003r&leerzeilen=false&language=de Genesis-Online-Datenbank des Bayerischen Landesamtes für Statistik Tabelle 12411-003r Fortschreibung des Bevölkerungsstandes: Gemeinden, Stichtag (Einwohnerzahlen auf Grundlage des Zensus 2011)
2. ↑  Bayerische Landesbibliothek Online